# بيتر غرين
بيتر غرين ((بالإنجليزية: Peter Green)‏؛ مواليد 29 مايو 1978) هو حكم كرة قدم أسترالي يدير مباريات في الدوري الأسترالي الممتاز و‌دوري أبطال آسيا.

## المسيرة

### المباريات الدولية[1]
دوري أبطال آسيا 2010
- 31 مارس 2010: الغرافة – استقلال (مرحلة المجموعات)
- 28 أبريل 2010: ذوب آهن – الاتحاد (مرحلة المجموعات)

كأس الاتحاد الآسيوي 2010
- 14 سبتمبر 2010: تاي بورت – القادسية
- كأس الاتحاد الآسيوي 2011
- 24 مايو 2011: موانغتونغ يونايتد – العهد

## روابط خارجية
- بيتر غرين على موقع Soccerway.com (الإنجليزية)